# Неа-Іонія (станція метро)
«Неа-Іонія» (грец. Νέας Ιωνίας) — станція Афінського метрополітену, в складі Афіно-Пірейської залізниці. Знаходиться на відстані 17 923 метрів від станції метро «Пірей» в передмісті Неа-Іонія. Як станція метро була відкрита 14 березня 1956 року. На станції заставлено тактильне покриття.